# Districte de Coutances
El Districte de Coutances és un dels quatre districtes del departament francès de la Manche, a la regió de la Normandia. El 2020 tenia deu cantons i 81 municipis. El cap del districte és la sotsprefectura de Coutances. El 2019 tenia 70.326 habitants.

## Cantons i municipis
Cantons
cantó de Bréhal - cantó de Cerisy-la-Salle - cantó de Coutances - cantó de Gavray - cantó de La Haye-du-Puits - cantó de Lessay - cantó de Montmartin-sur-Mer - cantó de Périers - cantó de Saint-Malo-de-la-Lande - cantó de Saint-Sauveur-Lendelin
Municipis
1. Agon-Coutainville
2. Annoville
3. Appeville
4. Auxais
5. La Baleine
6. Baupte
7. Belval
8. Blainville-sur-Mer
9. Brainville
10. Bretteville-sur-Ay
11. Bricqueville-la-Blouette
12. Cambernon
13. Cametours
14. Camprond
15. Cerisy-la-Salle
16. Courcy
17. Coutances
18. Créances
19. Doville
20. Feugères
21. La Feuillie
22. Gavray-sur-Sienne
23. Geffosses
24. Gonfreville
25. Gorges
26. Gouville-sur-Mer
27. Gratot
28. Grimesnil
29. Hambye
30. Hauteville-sur-Mer
31. Hauteville-la-Guichard
32. La Haye
33. Heugueville-sur-Sienne
34. Laulne
35. Lengronne
36. Lessay
37. Lingreville
38. Montsenelle
39. Marchésieux
40. Le Mesnil-Garnier
41. Le Mesnil-Villeman
42. Millières
43. Montaigu-les-Bois
44. Montcuit
45. Monthuchon
46. Montmartin-sur-Mer
47. Montpinchon
48. Muneville-le-Bingard
49. Nay
50. Neufmesnil
51. Nicorps
52. Notre-Dame-de-Cenilly
53. Orval sur Sienne
54. Ouville
55. Périers
56. Pirou
57. Le Plessis-Lastelle
58. Quettreville-sur-Sienne
59. Raids
60. Regnéville-sur-Mer
61. Roncey
62. Saint-Denis-le-Gast
63. Saint-Denis-le-Vêtu
64. Saint-Germain-sur-Ay
65. Saint-Germain-sur-Sèves
66. Saint-Malo-de-la-Lande
67. Saint-Martin-d'Aubigny
68. Saint-Martin-de-Cenilly
69. Saint-Nicolas-de-Pierrepont
70. Saint-Patrice-de-Claids
71. Saint-Pierre-de-Coutances
72. Saint-Sauveur-de-Pierrepont
73. Saint-Sauveur-Villages
74. Saint-Sébastien-de-Raids
75. Saussey
76. Savigny
77. Tourville-sur-Sienne
78. Varenguebec
79. La Vendelée
80. Ver
81. Vesly